# La storia ufficiale
La storia ufficiale (La historia oficial) è un film del 1985 diretto da Luis Puenzo, vincitore dell'Oscar al miglior film straniero.
Presentato in concorso al 38º Festival di Cannes, ha vinto il Premio della giuria ecumenica e ha valso a Norma Aleandro il premio per la migliore interpretazione femminile.

## Trama
Buenos Aires, primi anni 1980. La moglie di un ricco funzionario del regime militare al potere in Argentina, Alicia, insegnante di storia in un liceo, ha un dubbio: dopo aver ascoltato la confidenza della sua migliore amica Ana, la quale le racconta di aver subìto violenza sessuale durante un periodo di detenzione per le sue idee politiche, comincia a ipotizzare che sua figlia Gaby, adottata illegalmente, potrebbe essere nata da desaparecidos. Durante la sua ricerca di notizie riguardante la figlia adottiva incontra una signora, Sara, facente parte delle nonne di Plaza de Mayo, anche lei alla ricerca di una nipote nata durante la detenzione della figlia, poi morta, e data in affido a persone vicine alla giunta militare. Alicia comincia così un doloroso cammino per scoprire la verità.

## Riconoscimenti
- 1986 - Premio Oscar
  - Miglior film straniero (Argentina)
  - Nomination Migliore sceneggiatura originale a Luis Puenzo e Aída Bortnik
- 1986 - Golden Globe
  - Miglior film straniero (Argentina)
- 1985 - Festival di Cannes
  - Migliore interpretazione femminile a Norma Aleandro
  - Premio della giuria ecumenica a Luis Puenzo
  - Nomination Palma d'oro a Luis Puenzo
- 1987 - New York Film Critics Circle Awards
  - Migliore attrice protagonista a Norma Aleandro
- 1986 - Kansas City Film Critics Circle Awards
  - Miglior film straniero (Argentina)
- 1987 - David di Donatello
  - Migliore attrice straniera a Norma Aleandro
  - Nomination Miglior film straniero (Argentina)
  - Nomination Miglior regista straniero a Luis Puenzo
  - Nomination Migliore sceneggiatura straniera a Luis Puenzo e Aída Bortnik
- 1987 - Premio Flaiano
  - Premio per la sceneggiatura a Aída Bortnik